# Aripiprazol

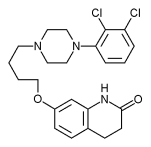
Strukturformel för Aripiprazol

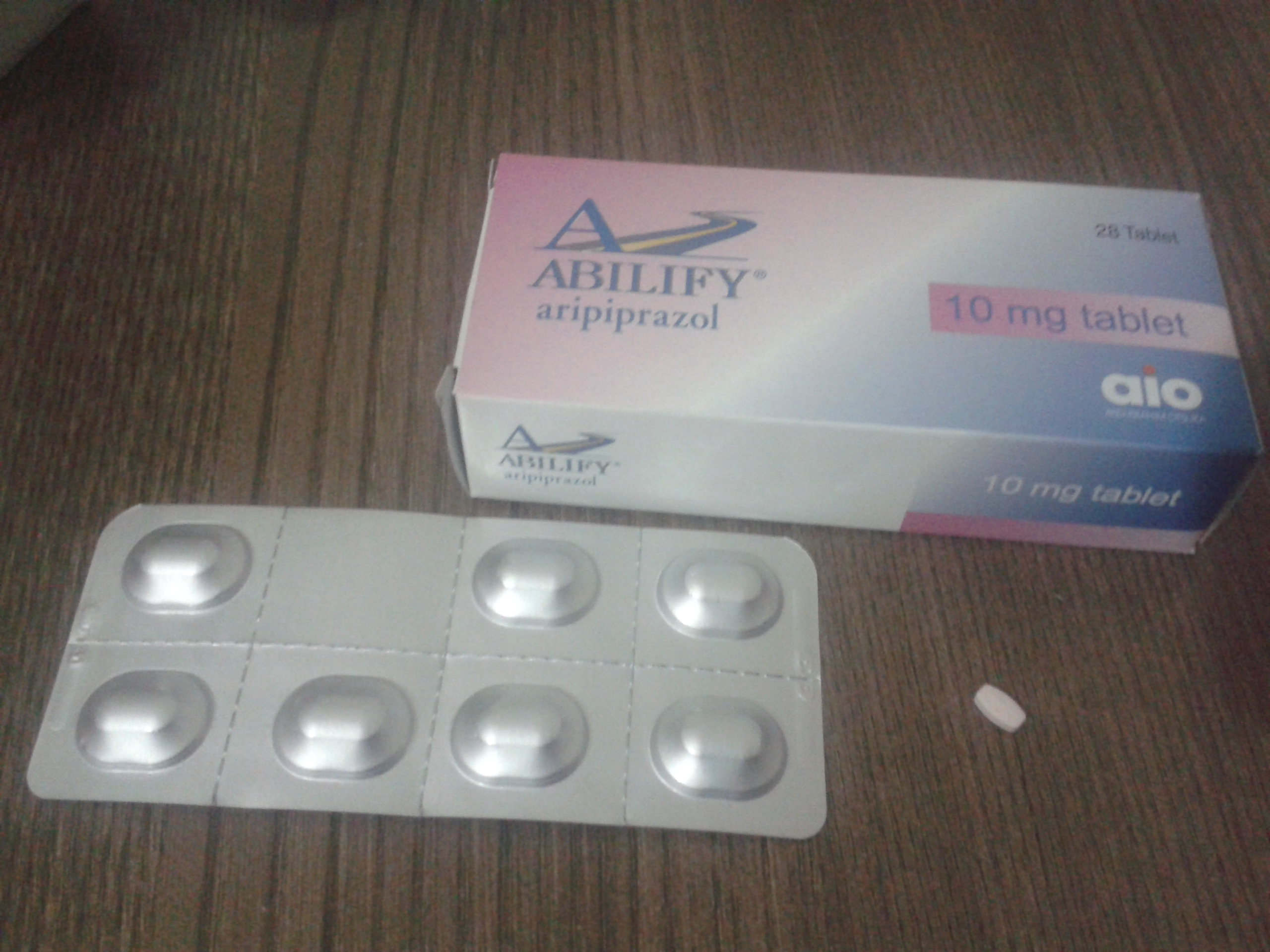
Förpackning som innehåller Aripiprazol, 10 mg.

Aripiprazol (handelsnamn: Abilify) är ett neuroleptikum, ett atypiskt antipsykotikum, som vid introduktionen kallades för dopaminstabiliserare och har beskrivits som prototypen för en "tredje" generations antipsykotika. Den bygger på teorier av svenske nobelpristagaren Arvid Carlsson.

## Historik
Aripiprazol utvecklades på eget initiativ av Otsuka år 1988 enligt Yukio Kobayashi (chef för Otsuka).
Aripiprazol hette till en början i tidigt stadium OPC-14597.
Under år 1999 var aripiprazol inne på klinisk prövning fas III. Vid Fas II och Fas III fanns ungefär 5000 deltagare.
Aripiprazol kom till USA år 2002. Medicinen blev då godkänd av amerikanska myndigheten FDA för behandling av akut mani, blandade episoder av bipolär sjukdom samt vid schizofreni hos ungdomar mellan 13 och 17 år gamla. Aripiprazol godkändes i USA av FDA. Medlet utvecklades av läkemedelsföretaget Otsuka år 1988 i Japan och marknadsförs i Sverige av Bristol-Myers Squibb. Abilify kom till Sverige i juni 2004.
Abilify registrerades i Australien den 21 maj 2003.
Den 4 juni 2004 beviljade Europeiska kommissionen ett godkännande för försäljning av Abilify som kom att gälla för hela Europeiska unionen. Från 10 juni 2004 ingick Abilify i läkemedelsförmånerna inom Sverige.
Patentet upphörde i Sverige 14 april 2015, därefter började generiska kopior komma ut på marknaden. De kallas då Aripiprazol eller Aripiprazole följt av läkemedelsbolagets namn.
En oralt sönderfallande tablett är godkänd sedan 7 juni 2006. Den intramuskulära injektionsformen av Abilify är godkänd sedan 20 september 2006.
Den 23 januari 2006 blev Abilify godkänt i Japan. Fram till 25 januari 2006 var Abilify godkänd i mer än 40 länder över hela världen.
Från början meddelade läkemedelsbolaget att Abilify skulle vara viktneutralt och till och med kunna ge viktnedgång, dock kunde många ungdomar gå upp i vikt av preparatet när det började användas i större omfattning.
Preparatet har god effekt vid såväl positiva schizofrena symtom som vid akut mani och kan även minska depressiva symtom vid dessa diagnoser.

## Farmakologi

### Bakgrund, inspirerade teorier
En tredjedel av personer med schizofreni svarar inte på antipsykotika som inte är Klozapin, trots höga nivåer av dopamin D2-beläggning. De svarar inte heller på manipulationer som tappar presynaptisk dopamin. Implikationen är för ett betydande antal patienter den patofysiologiska grunden för deras symtom mer än dopaminergt överskott, eller kan vara relaterat till dopaminerg dysfunktion. Detta har visat att dopaminsyntesförmågan verkade höjas hos individer med en behandlingsresponsiv sjukdom men inte hos behandlingsresistenta patienter. Detta är i överensstämmelse med tidigare fynd som fann att ökad synaptisk dopamin var förutsägbar för behandlingssvar. Sammantaget antyder detta att det kan finnas en "icke-dopaminerg" underart av schizofreni. Även om dopaminerg dysfunktion har kopplats till negativa och kognitiva symtom, och att det finns mekanismer för att förklara detta, har kausalitetsriktningen ännu inte fastställts. Dessutom ger utmaningsstudier bevis på att dopaminhöjning, om än till suprafysiologiska nivåer, minskar negativa symtom. vilket inte överensstämmer med en enkel modell av presynaptisk dopamin-dysreglering som ligger bakom negativa symtom. Detta kan redovisas av hypotesen att det finns regionala selektiva förändringar, med låg kortikala dopamin som står för negativa och kognitiva symtom. Trots detta är effekterna av dopaminantagonister och partiella agonister på kognitiva försämringar och negativa symtom i bästa fall blygsamma i klinisk praxis.

### Farmakodynamik
Aripiprazol blev början på en kommande generation antipsykotiska läkemedel med en ny farmakologisk profil.
Aripiprazol är en arylpiperazin-kinolinon som har fått en stor uppmärksamhet i kliniska och grundläggande vetenskapslitteraturer. Dock är medlets effektivitet inte större än andra generationens antipsykotiska läkemedel eller första generationens, inte ens på negativa symtom av schizofreni. Aripiprazol har hög affinitet på alfa1, alfa2 och på histamin H1-receptorerna. Även om den antipsykotiska effekten av detta inte är riktigt känd eller klarlagd.
Aripiprazol har en signifikant affinitet till 5-HT1A, 5-HT2A, 5-HT2C och till 5-HT7-receptorer. Alla tros ha en viktig roll i patofysiologin och farmakoterapin för schizofreni.
Aripiprazol stimulerar 5-HT2A-receptorn, dvs. aktiverar 5-HT2A-receptorn. Forskning har visat att 5-HT2A-aktivering kan inducera visuella hallucinationer.
Aripiprazol kan både stimulera och blockera 5-HT2C-receptorn, vid hög serotonerg aktivitet i hjärnan blockeras dock 5-HT2C-receptorn, och kan då ge viktökning, detta kan hända om Aripiprazol kombineras med exempelvis antidepressiva preparat. Om det sker stimulering av 5-HT2C-receptorn kan det möjligen minska risken för viktökning eftersom stimulering av 5-HT2C kan leda till minskad aptit.
Aripiprazol kan stimulera 5-HT7-receptorn.
Hypotesen avseende verkningsmekanismen är att "lagom" balans mellan blockering och stimulering av dopamin D2-receptorn skall leda till färre extrapyramidala bieffekter (EPS) och möjligen bättre effekt mot de så kallade negativa psykossymptomen. "Lagom" balans mellan blockering och stimulering av dopamin D2-receptorn, förekommer genom att Aripiprazol stimulerar presynaptiska dopamin D2 och blockerar postsynaptiska dopamin D2. Detta innebär det är en potent agonist på ena "sidan" av dopamin D2, och en potent antagonist på andra "sidan" av samma receptor. Det leder till mindre risk för EPS, bättre effekt mot de så kallade negativa psykossymptomen och den kraftiga aktiveringen av 5-HT1A – är en väldigt relevant anledning för mindre förekomst av extrapyramidala bieffekter.
Partiell agonism vid dopamin D2-receptorerna har visats normalisera dopaminerg aktivitet i områden där dopaminaktiviteten kan vara hög eller låg, som i mesolimbiska och mesokortikala områdena av den schizofrena hjärnan, respektive. Det är dock svårt att säga innan behandlingen hur användaren kommer att reagera, och hur GABA-systemet påverkas i hjärnan. Det är svårt att fastställa att agonisten går partiellt med dopamin D2-receptorn, och att GABA-systemet hämmas istället för att utjämnas. Det kan få konsekvenser av att patienten får plötslig mani, eller att vid lång behandling gå ned i depression på grund av obalans i GABA-systemet och obalans i dopaminnivåerna orsakad av den moderata beläggningen 5-HT1A-receptorn. Användaren kan till exempel då känna ett leende på sina läppar, utan att känna glädje. Detta på grund av obalans i GABA-systemet.
Aripiprazol balanserar snarare än att bara bromsa som äldre naueroleptika kan göra. Vid låga dopaminnivåer stimuleras dopaminreceptorerna (bland annat D2) eftersom Aripiprazol är en partiell agonist, men kan även blockera D2-receptorer vid för hög aktivitet. Det är en omvänd agonist till 5-HT2B-receptorn, vilket innebär att den framkallar motsatt effekt än en normal agonist. Affiniteten för 5-HT2B-receptorn är hög. Aktivering av 5-HT2B-receptorn har med G-proteinet att göra. När 5-HT2B är aktiverad, leder det till aktivitet vid G-proteinet (G-proteinet omplaceras vilket ibland kan skapa instabilitet, eftersom påverkat G protein påverkar hur andra egenskaper kommunicerar). Dopaminet D1 och D2:s kommunikation har sin roll igenom bland annat G-proteinet. Inaktivering av hämningen av G-proteinet leder till ökning av dopamintransmission. Onormalt hög dopaminerg transmission har kopplats till psykos och schizofreni. Det som händer vid behandling med Aripiprazol är att det hämmar ständiga omplaceringar av G-proteinet, vilket i sin tur förändrar dopaminbalansen. Denna verkningsmekanism tros minska schizofrena symtom.

### Övrigt
Aripiprazol ökar nivåerna av BDNF (Brain-derived neurotrophic factor) och PSD-95 (postsynaptic density protein 95) .
Aripiprazol ökar NADPH nivåerna i PC12 cellerna genom att minska ROS-generationerna. Pyruvatkinas-aktivitet blev förbättrad av Aripiprazol. Dessa observationer indikerar att Aripiprazol eventuellt har en farmakologisk överlägsenheten gentemot Klozapin och haldol i ROS-generationen och justeringen av de glykolytiska vägarna.
Verkningsmekanismen för Aripiprazol är enkelt förklarat att den binder till flera olika receptorer på ytan av nervcellerna i hjärnan, vilket påverkar de signaler som överförs mellan hjärncellernas så kallade signalsubstanser; kemiska ämnen som gör det möjligt för nervcellerna att kommunicera med varandra men som främst stimulerar aktivitet och normaliserar all dopaminaktivitet.
Nobelpristagaren Arvid Carlsson uppger att Aripiprazol dels genom att blockera receptorerna för dopamin därigenom kan få ner på överaktiviteten i dopaminsystemet vid schizofreni. Omvänt kan det även höja aktiviteten i systemet när dopaminhalten är så låg att dopaminreceptorerna får otillräcklig stimulans.

### Farmakokinetik
Aripiprazol har linjär kinetik med en eliminationshalveringstid på 72 timmar. Jämviktskoncentration inträder inom omkring 14 dagar. Maximal plasmakoncentration uppnås omkring 3–5 timmar efter tablettintag. 
En aktiv metabolit av Aripiprazol, Dehydroaripiprazol har en halveringstid på 90 timmar.
Biotillgängligheten vid tablettintag är 87%. Läkemedlet metaboliseras i levern (dehydrogenation, hydroxylation och N-dealkylation). Den aktiva huvudmetaboliten är Dehydroaripiprazol med en eliminationshalveringstid på omkring 94 timmar. Det ursprungliga läkemedlet utsöndras bara spårvis, och metaboliterna, vare sig aktiva eller inte, utsöndras via avföring och urin.
Aripiprazol metaboliseras av cytokrom P450-isoenzymer 3A4 och 2D6. I enlighet med detta kan Aripiprazol interagera med mediciner som kan inhibera (till exempel Paroxetin, Fluoxetin) eller inducera (till exempel Karbamazepin) dessa metabola enzymer och kan därmed öka eller minska plasmakoncentrationerna av Aripiprazol.

## Kemi
Aripiprazol är ett arylpiperazin quinolinon-derivat och är kemiskt besläktat med Nefazodon, Etoperidon och Trazodon. Aripiprazol har en kolatom i quinolinon-ringsystemet.

## Effektivitet
I en jämförande studie från 2013 där 15 antipsykotiska mediciner studerades avseende effektivitet i behandling av schizofrena symtom, uppvisade Aripiprazol genomsnittlig effektivitet.
Vid behandling med Aripiprazol höll sig 66% av deltagarna friska och 34% återinsjuknade i psykossjukdom.

## Biverkningar
Vanliga biverkningar är sömnsvårigheter och akatisi samt högt blodsocker. Extrapyramidala symptom förekommer också. Till skillnad från dopaminblockerande preparat ger Aripiprazol vanligtvis ingen höjning av prolaktin, utan kan, tvärtemot dessa, till och med ge en viss sänkning av hormonet. I sällsynta fall kan Aripiprazol ge ett positivt svar på amfetamin om man tar urinprov.